# Người rừng
Người Rừng là một sinh vật bí ẩn được cho là sống ở Việt Nam, có hình dạng giống loài Bigfoot hoặc Yeti. Sinh vật này đi bằng hai chân, thẳng đứng và đã có người tự nhận là đã thấy nó cô độc hay di chuyển trong thị tộc nhỏ. Động vật này thường được thấy nhiều nhất trong khi đang tìm thức ăn từ trái quả, đến lá cây, và thậm chí là cáo bay.
Thuyết đầu tiên giải thích về sinh vật hình người bí ẩn này cho rằng Người Rừng là phần còn sót lại của nhóm người vượn đứng thẳng hay Neanderthal, theo nhà động vật bí ẩn học Loren Coleman.

## Miêu tả
Người Rừng được miêu tả là cao khoảng 1m4 đến 1m8 (đôi khi cao đến 1m9) và được che phủ hoàn toàn bởi lông ngoại trừ phần đầu gối, bàn chân, bàn tay, và mặt. Bộ lông rậm rạp, có màu xám, nâu hoặc đen, đôi khi có màu đỏ. Dáng đi như người. Khuôn mặt được cho là giống một người đàn ông, mũi hếch; có cánh tay dài đến đầu gối; vai rộng; thân hình đầy cơ bắp.

## Trong dân gian
Trong dân gian Việt Nam, người xưa thường gọi Người Rừng với cái tên "Đười Ươi". Theo quan niệm xưa, Người Rừng có đôi cánh tay rất khỏe, nó thường dùng tay để kiếm ăn. Người Rừng là một loài thú dữ, nó có thể bắt và ăn thịt người, nếu không đề phòng cẩn thận. Khi bắt được người đi rừng, Người Rừng thường nắm chặt tay của nạn nhân, sung sướng ngửa mặt lên trời, há mồm cười hả hê tít cả mắt suốt hàng giờ và chờ cho đến khi mặt trời lặn, nó sẽ ăn thịt nạn nhân.
Nắm được điểm yếu đó, người đi rừng thường đem theo mấy cặp Tre lồ ô, loại tre rỗng ruột, khi thấy Người Rừng thì luồn hai tay vào ống tre. Người Rừng cầm ống tre và cười, người thì cứ việc nhẹ nhàng rút tay ra khỏi ống tre mà trốn đi và tất nhiên khi mặt trời lặn thì Người Rừng chả ăn được gì, giận dữ mà bóp nát hai ống tre, đấm ngực ầm ầm, gào hú giữa rừng rất rùng rợn.

## Những ghi chép trong lịch sử Việt Nam
Trong sách Tang thương ngẫu lục của hai tác giả Phạm Đình Hổ và Nguyễn Án, nội dung của sách là kể lại các câu chuyện có thật vào cuối đời Lê, được hoàn thành những năm đầu đời vua Gia Long, có kể như sau:
"Các động, các trại ở Tuyên Quang, phần nhiều ở xen vào tận hang núi, dân bản thổ thường làm nhà sàn để tránh thú dữ. Hồi quan Đốc đồng Nguyễn Đình Thạc ở trấn, có một Người khổng lồ vào nhà trong xóm bắt người mà ăn.
Nhà có mười người, ăn mất chín. Một người chạy trốn được lên báo quan; quan cho xe súng lớn đến bắn bừa vào. Người ấy ngồi chết trên nhà sàn, chân thõng xuống tận đất. Lôi ra thì thấy thân thể trần truồng, dài ước hơn hai trượng, tóc ngắn đến vai".
Theo sách cổ, một trượng vào thời Lê tương đương 1,7m, tức là Người khổng lồ đó cao khoảng 3,4m.
Sách Tang thương ngẫu lục viết tiếp, sau khi bắn hạ Người khổng lồ, ông Nguyễn Đình Thạc lấy làm lạ, về thuật chuyện với quan Bình chương Phan Trọng Phiên. Ông Phan Trọng Phiên nói:
"Đó là giống người ở biên cảnh Tây Nam. Năm Giáp Ngọ (1774), tôi đi đánh phương nam, có thấy trong kho vũ khố của họ Nguyễn một bộ da người, cũng suýt soát như thế, chứa đầy trấu. Hỏi người coi giữ, họ nói bắt được trong rừng. Chính người này thuộc về giống ấy".

## Huyền thoại "Người Rừng không đuôi" ở Kon Tum
Đến Sa Thầy, khu vực Chư Mom Ray, "Người Rừng không đuôi" là một trong những câu chuyện được lưu truyền nhiều nhất. Theo lời truyền miệng của đồng bào Rơ Măm ở làng Le, xã Mô Rai, huyện Sa Thầy, thì Người Rừng từng vào làng bắt người ăn thịt, là nỗi ám ảnh của phụ nữ, trẻ em trong làng.
Ông A Pho, năm nay 60 tuổi, ở làng Le, kể:
"Tôi chưa thấy bao giờ, nhưng cha tôi lúc còn sống, mỗi lần làng có lễ hội, ngồi uống rượu là cha tôi lại kể chuyện gặp Người Rừng. Cha nói Người Rừng có thân hình giống loài vượn, không mặc quần áo, vì lông nhiều, màu xám đen như da con trâu, tiếng hú dài hơn con vượn".
Theo câu chuyện ông A Pho thuật lại từ cha mình, vào một ngày cách đây đã rất lâu, khi con gà vừa cất tiếng te te gọi sáng nơi bìa rừng, ông A Mua (cha ông A Pho) khi đó còn là một chàng trai trẻ, đã thức dậy, chuẩn bị cùng nhóm thanh niên trong làng vào rừng đi săn.
Khi đến điểm săn, cách nhà hơn nửa ngày đường rừng, họ dừng chân bên dòng suối uống nước. Khi vừa vục tay xuống dòng nước mát lạnh, định uống thì A Mua và các chàng trai bất ngờ nghe tiếng hú vang cả núi rừng. Mọi người thất thần nhìn nhau.
Riêng A Mua, sinh ra, lớn lên ở vùng rừng núi này, tiếng cọp gầm, vượn hú, voi rống... đều đã nghe. Nhưng chưa bao giờ nghe tiếng hú lạ, rợn óc như vậy. Sau 1 phút trấn tĩnh, A Mua và các chàng trai quyết định tìm hiểu xem tiếng hú chưa từng nghe đó từ đâu ra, của loài thú nào.
Họ ai nấy lăm lăm dao đi rừng, rựa phát rẫy trong tay, dò dẫm đến gần nơi phát ra tiếng hú. Chẳng bao lâu sau, thì thấy cách đó không xa, một nhóm động vật lạ, hình dáng giống loài vượn, nhưng không có đuôi, toàn thân phủ một lớp lông màu xám, cao bằng đứa trẻ 7 - 8 tuổi.
Họ đứng bằng 2 chân như người, đang túm lại, dùng tay chẻ những cây mây lấy đọt bên trong ăn. Khi tiến lại gần hơn thì nhóm vật lạ phát hiện có người, chúng tụm lại, mắt hướng về phía nhóm thợ săn, sau đó nhe răng, đồng loạt hú lên những tràng dài lộng óc trước khi luồn nhanh vào rừng. Nhóm thợ săn hoảng sợ, bỏ chạy tán loạn.
Nói về truyền thuyết Người Rừng, ông HRach Lao, Chủ tịch ủy ban nhân dân xã Mô Rai cho biết:
"Chuyện Người Rừng đã từng tồn tại trong tâm trí người Rơ Măm từ mấy chục năm nay. Đến giờ, họ vẫn tin, sâu thẳm trong những cánh rừng già trên đỉnh Chư Mom Ray kia, Người Rừng vẫn đang tồn tại. Nhiều người cao niên trong làng Le từng khẳng định họ đã nhìn thấy Người Rừng... Và sự thật là nhiều năm trước cho đến hiện nay, các nhà khoa học vẫn đang tìm hiểu, nghiên cứu. Còn chuyện Người Rừng vào làng bắt người ăn thịt thì chỉ là suy đoán, không có cơ sở. 2 người đàn ông trong làng mất tích có thể do lúc đi rừng bị thú dữ, rắn độc tấn công. Hoặc do bệnh, không ra khỏi rừng kịp. Vì rừng quá rậm rạp nên không tìm thấy. Dù gì thì những câu chuyện liên quan đến Người Rừng cũng đã xảy ra lâu rồi. Nhưng trong tâm trí người Rơ Măm, Người Rừng vẫn luôn ám ảnh họ. Bây giờ, mỗi dịp lễ hội, người dân tụ lại uống rượu, mang chuyện xưa, trong đó có chuyện Người Rừng, ra kể cho con cháu nghe suốt đêm".
Ngưng một lát, ông khẳng định: "Nhưng tôi chắc một điều, đồng bào không nói dối bao giờ...".

### Câu chuyện ở Bắc Sa Thầy
Một nhân chứng từng là nhân viên kiểm lâm ở lâm trường Bắc Sa Thầy kể lại:
Năm 1980, anh đã tận mắt nhìn thấy Người Rừng từ vị trí rất gần.
Thoạt đầu, những người kiểm lâm tưởng đó là gấu, nhưng tiến lại gần thì thấy một con vật to lớn, người đầy lông lá, đứng thẳng bằng hai chân, tóc xõa ngang lưng, đang rung một thân cây để nhặt trứng chim rơi xuống. Người Rừng đó cao khoảng 1m8 và rất khỏe, thân cây lớn có đường kính khoảng 20 cm mà bị rung lên bần bật khi bị Người Rừng lắc.

### Các báo cáo của thực dân Pháp
Những ghi chép đầu tiên về một giống người vượn tại Việt Nam đã được thực dân Pháp thực hiện vào đầu năm 1947 trong một báo cáo ngắn có tên là "Người hoang dã ở Kon Tum".
Theo đó, đêm ngày 23, rạng sáng ngày 24/8/1947, trong lúc cùng những người thiểu số Jarai, Xơ Đăng, Bahnar đi bộ băng qua một khu rừng gần làng Kongmaha, một sĩ quan Pháp tên là Hules Harrois đã bắt gặp một người đàn ông hoang dã, có dáng đi thẳng đứng, người đầy lông lá và rất cao lớn. Theo những người thiểu số đi cùng nói:
"Đó không phải là một con người nhưng cũng không phải một con vật. Anh ta ăn trái cây, côn trùng và bất cứ thứ gì có thể bắt được. Và chắc chắn anh ta không thuộc bất kì bộ tộc nào. Dường như, người hoang dã này sống đơn độc, người ta có thể nghe thấy tiếng anh ta hú gọi bạn tình vào ban đêm".

## Những cuộc chạm trán trong cuộc chiến tranh ở Việt Nam
Một người lính Mỹ tên là Gary Linderer khi đang đi tuần tra với sáu người thuộc Đội trinh sát không quân 101 kể lại rằng anh đã nhìn thấy một sinh vật có đôi mắt sâu với hai hàng lông mày rậm rạp, cao khoảng 1,5m với cánh tay dài và đầy cơ bắp. Sinh vật đó đi thẳng với vai rộng và thân hình nặng nề. Các đồng đội nói rằng anh đã nhìn thấy một con vượn nhưng Linderer bác bỏ điều này bởi vì anh đã từng nhìn thấy vượn trước đây.
Vào năm 1971, có người thông báo rằng người dân tộc đã bắt được hai Người Rừng gần tỉnh Đắk Lắk.
Ở khu vực tỉnh Kon Tum còn lưu truyền câu chuyện lính Mỹ đã bắn chết một Người Rừng. Lúc ở sân bay trực thăng dã chiến, lính Mỹ đã đặt xác "Người Rừng" trong chiếc võng. Họ thấy đây thực sự là một Người Rừng khổng lồ, cao gần 2 mét.
Năm 1974, Thượng tướng Quân đội Nhân dân Việt Nam Hoàng Minh Thảo, đề nghị thực hiện một chuyến thám hiểm nhằm tìm bằng chứng về loài vật này, nhưng đã thất bại.

### Bí ẩn về Vượn đá
Cựu chiến binh Mỹ Thomas M. Jenkins, cựu lính trinh sát ở Việt Nam năm 1969 kể rằng ông đã từng thấy một đàn vượn lớn trông giống người ném đá vào trung đội của mình. Đó là lý do tại sao những người lính Mỹ gọi những sinh vật này là Rock Ape (Vượn đá).
Jenkins mô tả, so với các loài vượn thông thường, Vượn đá to lớn, cơ bắp hơn và cách hành xử giống người hơn. Chúng thường la hét và lắc nắm đấm để dọa dẫm kẻ thù của mình.
Đáng tiếc rằng trong điều kiện chiến tranh, không có tấm ảnh nào được ghi lại.

## Bằng chứng
Phó giáo sư tiến sĩ Trần Hồng Việt, cựu giám đốc trung tâm nghiên cứu động vật ẩn sinh và động vật quý hiếm thuộc Trường Đại học Sư phạm Hà Nội là một người cực kì tâm huyết với đề tài này. Ông đã bắt đầu thu thập thông tin từ năm 1977.
Một ngày mưa năm 1982, tại đỉnh núi Ngọc Linh, thuộc Gia Lai Kon Tum, ông Việt và các đồng nghiệp đã có cơ hội chứng kiến một dấu chân kì lạ. Đó là một dấu chân lớn vừa in xuống đất, dài 28 cm và rộng 12 cm. Bàn chân tiêu bản rất rõ nét với các ngón chân rất dài, giữa lòng bàn chất có một vùng lõm rất sâu. Với một bàn chân như vậy, chủ nhân của nó có thể cao đến 1m8 và có thể dễ dàng leo lên những vùng núi dốc và các mỏm đá.
Nhưng ngay sau đó chiếc xe của ông đột ngột bị gãy nhíp, trời bắt đầu mưa lớn và tiếng hú của những loài thú dữ đã khiến cả đoàn phải mau chóng tìm cách rời đi. Ông Việt mất đi một cơ hội hiếm hoi vén bức màn bí mật lớn trong lịch sử loài người.
May mắn Phó giáo sư Việt đã kịp chụp ảnh và đổ thạch cao tiêu bản mẫu dấu chân này.
Ông Việt cho rằng đây chính là một bằng chứng vững chắc cho thấy, vào những năm 80, Người Rừng vẫn còn sống trong những cánh rừng đại ngàn ở Tây Nguyên.

## Được đại tướng Võ Nguyên Giáp ký giấy bảo vệ
Ngày 7/4/1982, theo đề nghị của nhóm nghiên cứu khoa học thuộc Chương trình 5.202, Phó Chủ tịch Hội đồng Bộ trưởng Võ Nguyên Giáp ký quyết định số 65-HĐBT về việc khoanh vùng núi Chư Mom Ray - Ngọc Vin thuộc huyện Sa Thầy, tỉnh Gia Lai - Kon Tum thành khu rừng cấm. Trong đó, tại Điều 1 điểm b, Quyết định nêu rõ: "Cấm săn bắt các loại chim, muông, thú rừng; đặc biệt là cấm săn bắn loài đười ươi có thân hình cao lớn (nghi là "Người Rừng") có thể tồn tại trong rừng".